# Ім'я мого брата Роберт, і він ідіот
«Ім'я мого брата Роберт, і він ідіот» (нім. Mein Bruder heißt Robert und ist ein Idiot) — німецько-французький фільм 2018 року, поставлений режисером Філіпом Гренінгом. Фільм було відібрано для участі в конкурсній програмі 68-го Берлінського міжнародного кінофестивалю 2018 року .

## Сюжет
Фільм розповідає про 19-річних близнюків Роберта і Єлену, які проводять разом сорок вісім спекотних літніх годин вікенду, остаточно розлучаючись з дитинством.

## У ролях
| • Юлія Занге         | … | Єлена                   |
| • Йозеф Маттес       | … | Роберт                  |
| • Зіта Аретц         | … | Сесілія                 |
| • Урс Юккер          | … | Еріх                    |
| • Вітус Цепліхаль    | … | Еріх                    |
| • Оскар фон Шенфельс | … | Роберт (молодий)        |
| • Генрі Арнольд      | … | автомобіліст            |
| • Сюзанна Вуест      | … | дружина водія «Porsche» |
| • Штефан Конарске    | … | Адоль                   |
| • Кароліна Поркарі   | … | вчителька               |
| • Даніель Цильман    | … | товстун                 |

## Знімальна група
- Автори сценарію — Філіп Гренінг, Сабіна Тімотео
- Режисер-постановник — Філіп Гренінг
- Продюсер — Філіп Гренінг
- Лінійні продюсери — Крістін Гюнтер, Міхаель Штриккер
- Продакшн консультант — Мартін Бланкемейєр
- Оператор — Філіп Гренінг
- Монтаж — Філіп Гренінг, Ганнес Брюен
- Художник-постановник — Марк Форманек
- Художник з костюмів — Петра Край

## Нагороди та номінації
| Список нагород та номінацій           | Список нагород та номінацій | Список нагород та номінацій | Список нагород та номінацій         | Список нагород та номінацій | Список нагород та номінацій |
| Кінофестиваль/Кінопремія              | Рік                         | Категорія                   | Номінант(и)                         | Результат                   | Дж                          |
| ------------------------------------- | --------------------------- | --------------------------- | ----------------------------------- | --------------------------- | --------------------------- |
| Берлінський міжнародний кінофестиваль | 2018                        | Золотий ведмідь             | Ім'я мого брата Роберт, і він ідіот | Номінація                   | [ 1 ]                       |